# Монгат
Монгат (Catalan pronunciation: [muŋˈɡat]) — муніципалітет у регіоні Маресме в Каталонії, Іспанія. Розташований на узбережжі між Бадалоною (Барселонес) і Ель-Масноу, на північний схід від Барселони. Місто є одночасно туристичним центром і (дещо ексклюзивним) спальним містом для Барселони. Через місто проходять автомагістралі C-31, B-20, головна дорога N-II і залізнична лінія RENFE.